# Таран Павло Панасович
Павло Панасович Таран (1918 — ?) — український радянський діяч, старший вальцювальник рейкобалкового цеху Ждановського (Маріупольського) металургійного заводу «Азовсталь» Донецької області. Депутат Верховної Ради СРСР 6-го скликання.

## Біографія
Освіта середня.
У 1938—1945 роках — у Радянській армії, учасник німецько-радянської війни. Служив навідником кулемета мотострілецько-кулеметного батальйону 202-ї танкової бригади 4-го Українського фронту.
У 1945—1950 роках — контролер відділу технічного контролю, технік з обліку сировини, вальцювальник, з 1950 року — старший вальцювальник рейкобалкового цеху Ждановського (Маріупольського) металургійного заводу «Азовсталь» Сталінської (Донецької) області.
Потім — на пенсії в місті Жданові (Маріуполі) Донецької області.

## Нагороди
- орден Червоної Зірки (24.04.1944)
- ордени
- медалі